# Кужбахты
Кужбахты (баш. Ҡужбаҡты) — село в Илишевском районе Республики Башкортостан Российской Федерации. Входит в состав Кужбахтинского сельсовета.

## География

### Географическое положение
Расстояние до:
- районного центра (Верхнеяркеево): 22 км,
- центра сельсовета (Тазеево): 2 км,
- ближайшей ж/д станции (Буздяк): 129 км.

## История
В «Списке населенных мест по сведениям 1870 года», изданном в 1877 году, населённый пункт упомянут как деревня Кужбахтина 4-го стана Бирского уезда Уфимской губернии. Располагалась при речке Базе, по правую сторону почтового тракта из Бирска в Мензелинск, в 76 верстах от уездного города Бирска и в 25 верстах от становой квартиры в деревне Дюртюли. В деревне, в 78 дворах жили 313 человек (162 мужчины и 151 женщина, тептяри), были мечеть, училище. Жители занимались земледелием, скотоводством, пчеловодством.

## Население
| 2002 | 2009 | 2010 |
| ---- | ---- | ---- |
| 402  | ↘384 | ↘372 |

Национальный состав
Согласно переписи 2002 года, преобладающая национальность — татары (74 %).